# Estação Byrd

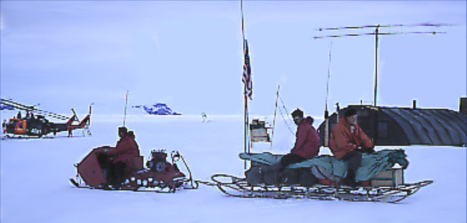
Trenós puxados por motoneves ou cães providenciaram transporte entre acampamentos
A Estação McMurdo ao fundo à direita (em torno de 1960).

A Estação Byrd é uma antiga estação de pesquisa na Antártida, estabelecida pelos Estados Unidos durante o Ano Geofísico Internacional pela Marinha dos Estados Unidos durante a Operação Deep Freeze II na Antártida Ocidental em 80°S 120°W (agora localizada em 80°S 119°W, 1553 m de altitude).  Uma operação conjunta do Exército, Marinha, Força Aérea e dos Marines apoiada por um trator terrestre transversal que partiu da Little America V no final de 1956 foi feita para estabelecer a estação. O trem foi conduzido pelo Major de Exército Merle Dawson e completou uma travessia de 646 milhas por todo o interior inexplorado na Terra de Marie Byrd para abrir caminho para um local selecionado antecipadamente. A estação consistia em um conjunto de quatro prédios pré-fabricados e foi erguido em menos de um mês pelos Seabees da Marinha dos Estados Unidos . Foi comissionada em 1 de janeiro de 1957. A estação original ("Old Byrd") durou cerca de quatro anos antes que ela começasse a colapsar sob a neve. A construção de uma estação subterrânea em uma localização próxima em 1960, e foi usada até 1972. A estação foi então convertida em um acampamento externo funcionando apenas no verão até que fosse abandonado em 2004-05.
A National Science Foundation, que gerencia o Programa Antártico dos Estados Unidos (USAP), teve planos como os de junho de 2009 para construir um novo acampamento para apoiar um certo número de projetos científicos na Antártida Ocidental, incluindo trabalho na Geleira da Ilha Pine. O acampamento, localizado a cerca 1400 km da instalação principal da USAP, Estação McMurdo, ajudará até 50 pessoas e será usada principalmente como uma estação de gasolina "glorificada" para apoiar voos na região. Um segundo acampamento externo próximo da Geleira da Ilha Pine, para um projeto conduzido pelo cientista da NASA Robert Bindschadler, também foi planejado. Essa instalação auxiliará operações de helicóptero para a plataforma de gelo.